# Mantissa Corporation
Mantissa Corporation é uma empresa estadunidense que se especializa no desenvolvimento de software para a gestão de datacenters. Com a sua sede em Birmingham, Alabama, Estados Unidos, a Mantissa mantem uma subsidiária em Grã-Bretanha, assim como agentes da distribuição em Noruega, África do Sul, Singapura, Coreia do Sul, e Japão.

## Resumo
Mantissa Corporation fundou-se em junho 1980, e no ano seguinte a empresa lançou o seu primeiro produto, um sistema automatizado para a distribuição de informes dentro de ambientes datacenter, considerado pela empresa de ter sido o primeiro tal sistema disponível no mercado. Desde então, versãos posteriores deste sistema têm constituido a base da linha de produtos de Mantissa Corporation, ao mesmo tempo que esta linha tem evoluido para assím incluir outros produtos relacionados, mas atualizados e adaptados para as ambientes PC assím como Web.

### Produtos
- «Advanced Output Management (AOM)»

Report Management System (RMS)
- - RMS/Basic
  - «RMS/Online»
  - «RMS/Spool»
  - «RMS/Desktop»
  - «RMS/Webaccess»
- «Advanced Systems Operation (ASO)»

- - «JOB/Master»
  - «JCL/Master»
  - «RUN/Master»
  - «CONSOLE/Master»
- «iDovos»
- «z86VM»

- - «z86VM Demo video»

### Aquisiçãos
Software Integration Strategies (1989)

### Anotaçãos
1. Sítio Web Mantissa/Mantissa Ltd, UK[ligação inativa] Recuperado 22 abril 2007
2. ^ Sítio Web Mantissa/Noruega Recuperado 24 abril 2007
3. ^ Sítio Web Mantissa/África do Sul Recuperado 22 abril 2007
4. ^ Sítio Web Mantissa/Singapura Recuperado 22 abril 2007
5. ^ Sítio Web Mantissa/Coreia do Sul Recuperado 22 abril 2007
6. ^ Sítio Web Mantissa/Japão Recuperado 22 abril 2007
7. ^ Sítio Web Mantissa/Home Recuperado 16 abril 2007
8. ^ Sítio Web iDovos Recuperado 23 abril 2007